# Сафонов, Валерий Фёдорович
Валерий Фёдорович Сафонов  (род. 30 сентября 1944 года) — советский и российский учёный, доктор физико-математических наук, профессор кафедры «Высшей математики» МЭИ.

## Биография
Валерий Федорович Сафонов родился 30 сентября 1944 года. С 1963 по 1966 год служил в армии. Имеет звание старшего лейтенанта запаса, награждён двумя медалями (Медалью в честь юбилея со дня завершения Великой Отечественной войны, и награждён медалью «За спасение утопающих» во время наводнений в Днепропетровске). В 1971 году окончил факультет физико-математических и естественных наук Университета дружбы народов им. Патриса Лумумбы по специальности математика. По окончании института работает преподавателем в Московском энергетическом институте. С 1991 года одновременно преподает в московском лицее № 1502 при Московском энергетическом институте.
В 1977 году окончил аспирантуру МЭИ, защитил кандидатскую диссертацию на тему «Метод регуляризации для нелинейных сингулярно возмущённых задач». В 1991 году защитил в МЭИ докторскую диссертацию на тему: «Метод нормальных форм для нелинейных сингулярно возмущённых задач». Получил учёную степень доктора физико-математических наук, профессор кафедры «Высшей математики» МЭИ.
Область научных интересов: дифференциальные и интегральные уравнения, имеющие малые параметры при производной.
Занимается рецензированием научных работ в журналах: «Математический сборник» и «Дифференциальные уравнения». Членом Совета МЭИ по кандидатским диссертациям и член Учёного Совета Института электроэнергетики (ИЭЭ) МЭИ.
Валерий Федорович Сафонов является автором около 100 работ, опубликованных в центральных научных журналах: Математический сборник, Дифференциальные уравнения, Вестник МЭИ, Математические заметки и др. Автор учебных пособий для абитуриентов и старшеклассников.
Под руководством В. Сафонова были подготовлены и защищены три докторских диссертаций (Бободжанов Абдухафиз Абдурасулович, Калимбетов Бурхан Тешебаевич, Качалов Василий Иванович) и три кандидатские диссертации на звание кандидатов физико-математических наук.

## Труды
- Курс высшей математики. Сингулярно возмущенные задачи и метод регуляризации : учеб. пособие (в соавторстве); М-во образования и науки Рос. Федерации, Нац. исслед. ун-т «МЭИ». — М. : Изд. дом МЭИ, 2012. — 413 с. — Библиогр.: с. 412—413. — ISBN 978-5-383-00744-0.
- Высшая математика. Методы Фурье и интегральных преобразований в уравнениях математический физики / (в соавторстве); М-во образования и науки Рос. Федерации, Нац. исслед. ун-т «МЭИ». — М. : Изд-во МЭИ, 2014. — 260 с. : ил. — Библиогр.: с. 259—260. — ISBN 978-5-7046.
- Высшая математика. Лекции : учеб. пособие для студентов, обучающихся по направлениям подгот. «Электроэнергетики», «Теплоэнергетика», «Атом. аэнергетика», «Энергомашиностроение» / А. А. Бободжанов, М. А. Бободжанова, В. Ф. Сафонов ; М-во образования и науки Рос. Федерации, Нац. исслед. ун-т «МЭИ». — М. : Изд-во МЭИ, 2015. — 347 с. : ил. — Библиогр.: с. 347. — ISBN 978-5-7046-1565-1.
- Метод нормальных форм в сингулярно возмущенных системах интегро-дифференциальных уравнений Фредгольма с быстро изменяющимися ядрами. Матем. сб., 204:7 (2013), 47-70
- «Всплески» в интегродифференциальных уравнениях Фредгольма с быстро изменяющимися ядрами. (в соавторстве). Матем. заметки, 85:2 (2009), 163—179.
- Асимптотический анализ интегро-дифференциальных систем с нестабильным спектральным значением ядра интегрального оператора. (в соавторстве). Журнал вычисл. матем. и матем. физ., 47:1 (2007), 67-82.